# Stevnsgade Basketball (forening)
|  | For herreholdet, se Stevnsgade Basketball og for dameholdet, se Stevnsgade Superwomen. For alternative betydninger, se Stevnsgade |
Stevnsgade Basketball er en dansk basketballklub og sportsforening hjemmehørende på Nørrebro i København. Klubben har ungdoms-, dame-, herre-, oldboys- og kørestolshold. Klubbens førstehold for både herre og damer blev udskilt fra moderklubben i sommeren 2015, og spiller også under navnet Stevnsgade. Både moderklubben og den professionelle afdeling afvikler sine hjemmebanekampe i Nørrebrohallen.

## Klubbens historie

### Stiftelsen og begyndelsen
Stevnsgade Basketball blev grundlagt i 1958 på Nørrebro. Stevnsgade var i firserne og halvfemserne blandt de dominerende hold i dansk basket med tre danske mesterskaber i 1979, 1980 og 1985.

### Samarbejdet med BK Skjold
Basketballklubben blev i 1999 lagt under Boldklubben Skjold fra Østerbro, hvilket medførte dannelsen af BK Skjold/Stevnsgade Basket. Det tættere samarbejde har gjort klubben til en af de største danske sportsklubber medlemsmæssigt (over 1.800 medlemmer), såfremt man inkluderer medlemmerne fra alle afdelinger: basketball, fodbold, idrætsfritidsklubber, dans m.m. Klubbens eliteafdeling i basketball (både herrer og damer) skiftede i sommeren 2004 navn til BK Skjold Basket for at skabe en større samhørighed og slagkraft overfor bl.a. sponsorer og pressen. I denne forbindelse blev farverne i førsteholdenes spilledragter ændret til rød, sort og hvid (Boldklubben Skjolds klubfarver), hvorimod de resterende hold i senior- og ungdomsafdelingen har bevaret de oprindelige hvide og blå uniformer.
D. 20. november 2008 blev det enstemmigt besluttet, på en ekstraordinær generalforsamling, at Stevnsgade Basket skulle udskilles fra BK Skjold og blive til en selvstændig forening med nyt navn; Stevnsgade Basketball.

### Udskillelsen af eliten
I 2015 rykkede klubbens herrehold op fra 1. division til Basketligaen. I forbindelse med dette, blev 1. Herre og 1. Damer begge udskilt fra moderklubben og det professionelle selskab Stevnsgade Copenhagen blev oprettet. Siden da, har foreningen kun stået for amatørholdene, og har ikke længere en direkte kontrol over eliteholdene.

## Organisation
Klubben har siden stiftelsen deltaget i integrationsprojekter i bydelen. Man har blandt andet udviklet basketballspilleren Waseem Ahmad, som har en anden etnisk baggrund. Klubben har mange forskellige hold, for alle de forskellige aldersgrupper og køn som ønsker at spille basketball i hovedstadsområdet. Klubben har ungdomshold helt ned til U6 (for spillere under 6 år) og op til Oldboys/women.
I 2010 indgik klubben et samarbejde med Team Copenhagen omkring de dygtigste og mest talentfulde ungdomshold.
I 2013 blev Stevnsgade udnævnt til årets forening i Storkøbenhavn af DGI.

## Klubbens spillesteder og haller
- Nørrebrohallen
- Korsgadehallen
- Hillerødgade Bad og Hal
- Blågårds Skole
- Guldberg skole
- Rådmandsgade skole

## Ekstern kilde/henvisning
- Officielle hjemmeside